# Peilin Chou
Peilin Chou (* 1971 in Walnut Creek) ist eine US-amerikanische Filmproduzentin.

## Leben
Peilin Chou wuchs in Walnut Creek, Kalifornien auf. Sie hat asiatische Wurzeln und begann sich schon früh für Film zu begeistern und studierte an der University of California, Los Angeles Kommunikationswissenschaften. Über die zum Studium gehörenden Praktika kam sie zunächst zum Fernsehen. Ihr erster Job führte sie zu CNN News, dann zu einer PR-Agentur und schließlich zu Warner Bros, wo sie an der Show Alles Okay, Corky? mitwirken durfte.
Nach dem Studium begann sie zunächst für Disney und Disney Animation zu arbeiten. Dort wirkte sie an Mulan mit. Sie wechselte danach zu verschiedenen Arbeitgebern, unter anderem dem kurzlebigen Fernsehsender AZN Television von Comcast, der sich auf den asiatisch-amerikanischen Markt konzentrierte, aber lediglich ein Jahr existierte. Außerdem arbeitete sie für Pearl Studio an DreamWorks’ Everest – Ein Yeti will hoch hinaus (2019), ein Herzensprojekt von ihr, da es ihr ein Anliegen ist, Geschichten von asiatischen Menschen zu erzählen.
2020 produzierte sie den Film Die bunte Seite des Monds für Netflix. Für diesen Film erhielt sie eine Oscar-Nominierung.